# Tina urschii
Tina urschii är en kinesträdsväxtart som först beskrevs av René Paul Raymond Capuron, och fick sitt nu gällande namn av Callm. & Buerki. Tina urschii ingår i släktet Tina och familjen kinesträdsväxter. Inga underarter finns listade i Catalogue of Life.